# 신촌항 (제주시)
신촌항은 제주특별자치도 제주시 조천읍 신촌리에 있는 어항이다. 2004년 9월 23일 어촌정주어항으로 지정되었다. 관리청은 제주시, 시설관리자는 제주시장이다.

## 어항 연혁
지금부터 400년 전 설촌당시에는속칭「숙군」이라는 이름으로 지금보다 좀 윗쪽에 자리 잡았었다. 그러나 식수 곤란으로 물을 찾아 해안으로 내려온 것이 지금의 신촌리 자리인데, 이 때 새로이 생긴 마을이라는 데서「신촌리」라 부르게 되었다. 신촌의 속칭인 "숙군"은 군수가 많이 나왔다는데서 연유된 이름이라고 한다.

## 어항 구역
- 수역: 73,515m2[2]

## 어항 시설
1988년 방파제 47m축조를 시작으로 현재까지 방파제 273m, 선착장 210m, 물양장 43m가 축조되어 있다.